# Kostel svatého Václava (Strážiště)
Římskokatolický farní kostel svatého Václava ve Strážišti, části obce Drahobuz v okrese Litoměřice, je pseudorománský kostel, který tvoří dominantu vsi.

## Historie

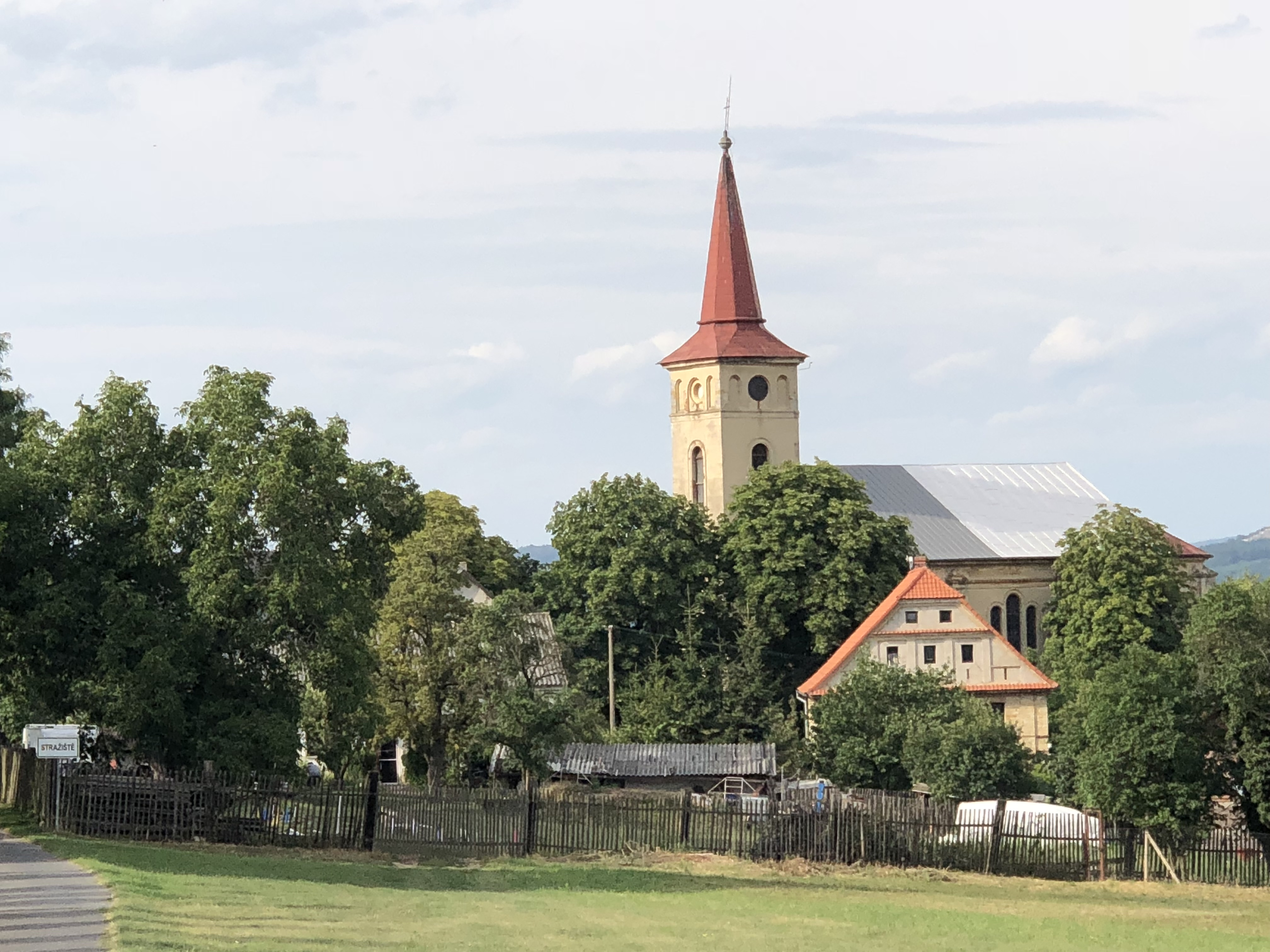
Celkový pohled na Strážiště s dominující věží kostela sv. Václava

Obec Strážiště je poprvé písemně doložena v roce 1352. Kostel sv. Václava je vystavěn na místě staršího kostela. Současný kostel byl vystavěn v roce 1865.

## Architektura
Jedná se o podélnou trojlodní stavbu. Na východní straně se nachází polygonální presbytář. Na západní straně podélné trojlodní stavby stojí štíhlá věž, jejímž podvěžím je veden hlavní vstup do kostela.

## Zařízení
Zařízení je současné. Z vnitřního zařízení se z původní stavby zachovala jen mušlovitá, kamenná křtitelnice. Barokní obraz Seslání Ducha svatého pochází z konce 17. století. Původně se nacházel ve zrušeném anenském klášteře v Praze a jeho autorem je údajně někdo z okruhu kolem Karla Škréty. Byl umístěn do řezaného rámu z roku 1833 od Maxe ze Sloupu. V kostele se nacházejí pozdně barokní oválné obrazy čtyř evangelistů, které pocházejí ze 2. poloviny 18. století. V podvěží nad vchodem visí obraz svatého, blíže nespecifikovaného, biskupa. V kostele je skleněný lustr z 19. století.